# Sachsenburg
Sachsenburg foi um campo de concentração nazista na Alemanha Oriental em Frankenberg perto de Chemnitz próximo a Lichtenburg. O campo foi operado pela SS de 1933 a 1937 e foi o primeiro campo a utilizar os triângulos costurados no vestuário bem como braçadeiras para identificar os excluídos do regime nazista.

Localização de Sachsenburg.